# ارتفاعات دودرهف

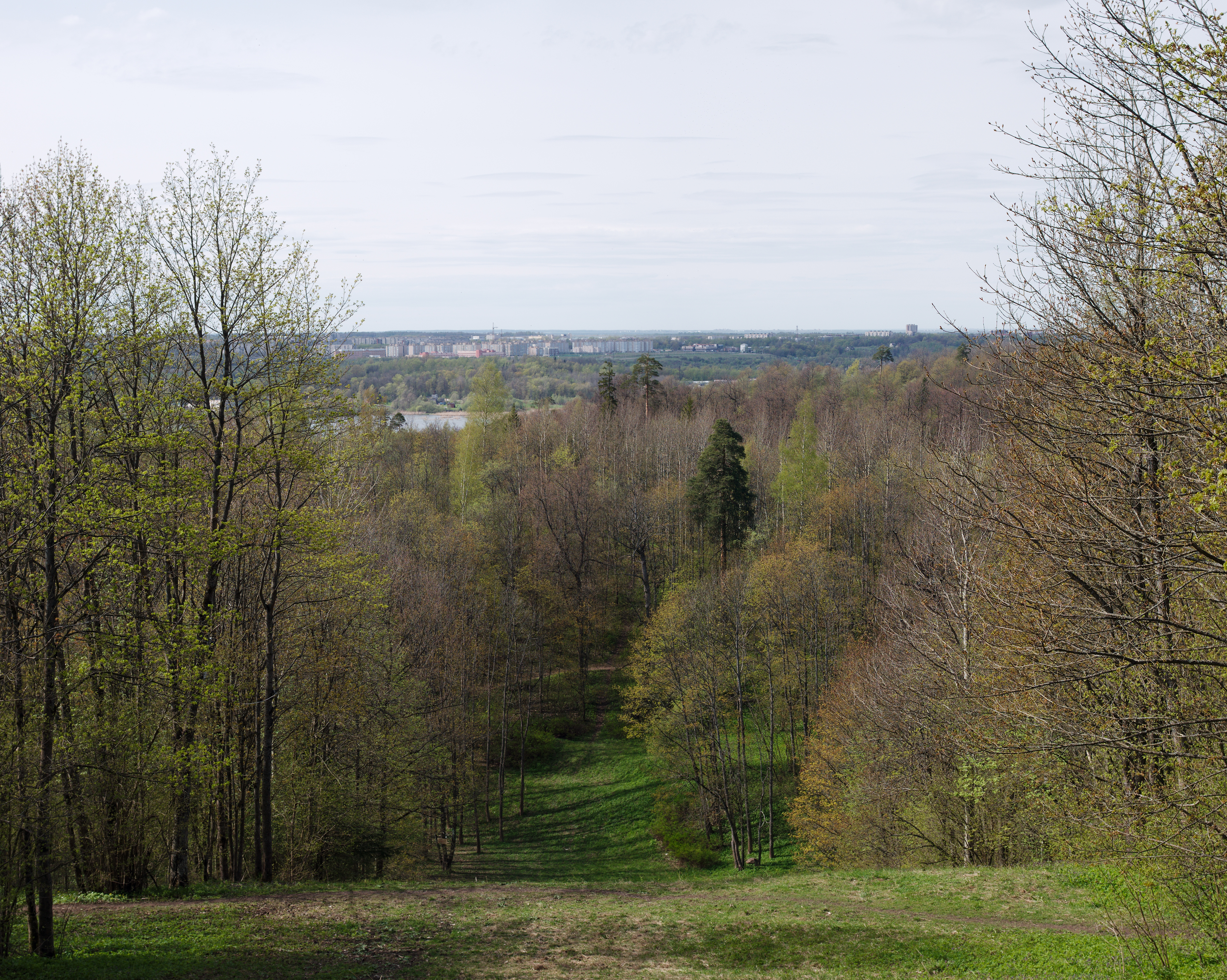
نمای پانورامای ارتفاعات دودرهف

ارتفاعات دودرهف یا تپه‌های دودرهف (روسی: Дудергофские высоты; آلمانی: Duderhofer Höhen) منطقه‌ای مرتفع کوچک در بخش جنوب غربی سن پترزبورگ (ناحیه کراسنوسلسکی) است.نزدیک‌ترین ایستگاه راه‌آهن، موژایسکایا (قبلاً دودرهف) از خط آهن لیگوو-کراسنوویه سلو-گاتچینا (ساخته شده در سال ۱۸۵۹)، درست در سمت غربی تپه‌ها واقع شده است.